# Espanha nos Jogos Olímpicos de Verão de 1956
Espanha competiu nos Jogos Olímpicos de Verão de 1956, mas apenas nas competições de hipismo que se realizaram em Estocolmo, na Suécia.
Devido as regras de quarentena na Austrália, as provas equestres tiveram que ser disputadas alguns meses antes das demais competições em Melbourne, com a Espanha enviando seis ginetes para Estocolmo, sem conquistar medalhas. Foi a oitava aparição do país nos Jogos Olímpicos.
Quando os Jogos começaram em Melbourne, a Espanha decidiu boicotar as demais competições em razão da invasão soviética na Hungria, no que foi acompanhada do Camboja, dos Países Baixos e da Suíça.

## Competidores
Esta foi a participação por modalidade nesta edição:
| Esporte | Masculino | Feminino | Total |
| ------- | --------- | -------- | ----- |
| Hipismo | 6         | 0        | 6     |
| Total   | 6         | 0        | 6     |

## Desempenho

### Hipismo
CCE
| Atleta                                                | Cavalo                       | Evento     | Adestramento | Adestramento | Cross-country | Cross-country | Cross-country | Saltos | Saltos | Saltos | Total  | Total | Ref.  |
| Atleta                                                | Cavalo                       | Evento     | Faltas       | Pos.         | Faltas        | Total         | Pos.          | Faltas | Total  | Pos.   | Faltas | Pos.  | Ref.  |
| ----------------------------------------------------- | ---------------------------- | ---------- | ------------ | ------------ | ------------- | ------------- | ------------- | ------ | ------ | ------ | ------ | ----- | ----- |
| Faustino Domínguez                                    | Anfitrion                    | Individual | 170.80       | 53º          | DNF           | DNF           | DNF           | DNS    | DNS    | DNS    | DNF    | DNF   | [ 5 ] |
| Joaquín Nogueras                                      | Thalia                       | Individual | 161.60       | 49º          | DNF           | DNF           | DNF           | DNS    | DNS    | DNS    | DNF    | DNF   | [ 5 ] |
| Hernando Espinosa                                     | Al-Herrasan                  | Individual | 177.60       | 55º          | DNF           | DNF           | DNF           | DNS    | DNS    | DNS    | DNF    | DNF   | [ 5 ] |
| Faustino Domínguez Joaquín Nogueras Hernando Espinosa | Anfitrion Thalia Al-Herrasan | Equipes    | 510.00       | 18º          | DNF           | DNF           | DNF           | DNS    | DNS    | DNS    | DNF    | DNF   | [ 6 ] |

Saltos
| Atleta                                            | Cavalo                       | Evento     | Rodada 1 | Rodada 1 | Rodada 2 | Rodada 2 | Total  | Total | Ref.  |
| Atleta                                            | Cavalo                       | Evento     | Faltas   | Pos.     | Faltas   | Pos.     | Faltas | Pos.  | Ref.  |
| ------------------------------------------------- | ---------------------------- | ---------- | -------- | -------- | -------- | -------- | ------ | ----- | ----- |
| Carlos López Quesada                              | Tapatio                      | Individual | 27.00    | =30º     | 0.75     | 3º       | 27.75  | 14º   | [ 7 ] |
| Paco Goyoaga                                      | Fahnenkönig                  | Individual | 20.00    | =20º     | 8.00     | =10º     | 28.00  | =15º  | [ 7 ] |
| Carlos Figueroa                                   | Gracieux                     | Individual | 33.50    | 40º      | 28.00    | 30º      | 61.50  | 36º   | [ 7 ] |
| Carlos López Quesada Paco Goyoaga Carlos Figueroa | Tapatio Fahnenkönig Gracieux | Equipes    | 124.50   | 12º      | DNF      | DNF      | –      | –     | [ 8 ] |